# Belenenses SAD
Il Belenenses SAD, anche noto come B-SAD, è stata una società calcistica portoghese con sede nella città di Lisbona, fondata nel 2018 in seguito alla scissione con il Clube de Futebol Os Belenenses e sciolta nel 2023 in seguito alla fusione col Clube Desportivo da Cova da Piedade.

## Storia
Nel 1999 il Clube de Futebol Os Belenenses creò la propria società sportiva per azioni (SAD) per gestire la propria sezione di calcio professionistico. Nel 2012, a seguito di alcuni problemi finanziari, i membri del club decisero di cedere il 51% della SAD a Codecity, un investitore esterno guidato da Rui Pedro Soares. Contestualmente venne stipulato un accordo per garantire all'Os Belenenses alcuni poteri speciali come il diritto di veto su determinate decisioni e il potere di riacquisto delle azioni appena cedute. Fu inoltre concordato un protocollo per regolamentare le relazioni fra le due entità, con il club che avrebbe mantenuto il 10% delle azioni della SAD.
Negli anni seguenti Codecity risolse unilateralmente l'accordo precedentemente stipulato lamentando violazioni contrattuali da parte del club. Nel 2017 il TAS di Losanna ritenne valido l'annullamento dell'accordo impedendo al club il riacquisto del 51% delle azioni precedentemente cedute ponendo di fatto fine al controllo della propria sezione calcistica.
Mentre aumentavano le tensioni fra club e SAD, nel 2018 scadde il protocollo che regolamentava i loro rapporti, interrompendo qualsiasi relazione fra le parti. Ciò includeva l'utilizzo dell'Estádio do Restelo che rimase di proprietà del club originario. Il 1º luglio 2018 nacque ufficialmente il Belenenses SAD come squadra di calcio autonoma, affiliata all'Associazione calcistica di Lisbona con numero di matricola 1198 (la matricola dell'Os Belenenses era 64). I successi storici come il Campionato 1945-1946 e le 3 Taça de Portugal rimasero invece di proprietà del club, che nel frattempo aveva creato una nuova squadra di calcio propria iscritta alla sesta serie portoghese.
Il Belenenses SAD rivendicò il proprio posto in Primeira Liga affittando contestualmente lo Stadio nazionale di Jamor. Il 28 luglio 2018 venne disputato l'incontro di Taça da Liga vinto 3-1 contro l'Oliveirense, il primo match disputato dalla nascita della nuova società.
Il 29 ottobre 2018 il Tribunale delle proprietà intellettuali proibì al neonato club l'utilizzo di nome, logo e simboli del club originario. Pertanto dopo la conferma di questa decisione, l'11 marzo venne presentato il nuovo logo del club.
Al termine della stagione 2021-2022, il club è retrocesso in Segunda Liga dopo essersi piazzato ultimo in campionato. Viene nella stagione seguente ancora retrocesso, dopo essersi piazzato terzultimo in campionato e aver perso ai play-out contro il Vilaverdense.
Prima dell'inizio della stagione 2023-2024 si fonde con il Cova da Piedade per riuscire ad iscriversi al campionato.

## Stadio
La squadra giocava le partite casalinghe presso lo Stadio nazionale di Jamor, sito nel quartiere di Oeiras, a Lisbona. Inaugurato il 10 giugno 1944, poteva contenere 37 593 spettatori.
Nel gennaio 2019, a seguito dell'indisponibilità dello stadio di Oeiras, furono giocate due partite casalinghe all'Estádio do Bonfim, a Setúbal.

## Allenatori
- Jorge Manuel Rebelo Fernandes (2018-2019)
- Pedro Ribeiro (2019-2020)
- Petit (2020-2021)
- Filipe Cândido (2021-)

## Statistiche

### Partecipazione ai campionati
Dalla stagione 2018-2019 alla 2020-2021 il club ha ottenuto le seguenti partecipazioni ai campionati nazionali:
| Livello | Categoria     | Partecipazioni | Debutto   | Ultima stagione | Totale |
| ------- | ------------- | -------------- | --------- | --------------- | ------ |
| 1º      | Primeira Liga | 3              | 2018-2019 | 2020-2021       | 3      |

## Organico

### Rosa 2023-2024
Aggiornata al 30 novembre 2023.
| N. |                        | Ruolo | Calciatore         |
| -- | ---------------------- | ----- | ------------------ |
| 1  | Portogallo (bandiera)  | P     | Gonçalo Tabuaço    |
| 4  | Portogallo (bandiera)  | D     | Nuno Tomás         |
| 5  | Brasile (bandiera)     | D     | Henrique           |
| 6  | Portogallo (bandiera)  | C     | Braima Sambú       |
| 7  | Portogallo (bandiera)  | C     | Francisco Teixeira |
| 8  | Sudafrica (bandiera)   | C     | Sphephelo Sithole  |
| 10 | Stati Uniti (bandiera) | A     | Brian Saramago     |
| 11 | Brasile (bandiera)     | A     | Jefferson          |
| 12 | Nigeria (bandiera)     | D     | Kelechi John       |
| 16 | Portogallo (bandiera)  | C     | Rúben Oliveira     |
| 17 | Portogallo (bandiera)  | A     | Diogo Tavares      |
| 19 | Portogallo (bandiera)  | C     | Tomás Castro       |
| 21 | Guinea (bandiera)      | C     | Boubacar Fofana    |

| N. |                         | Ruolo | Calciatore        |
| -- | ----------------------- | ----- | ----------------- |
| 22 | Portogallo (bandiera)   | D     | Martim Coxixo     |
| 24 | Portogallo (bandiera)   | D     | Bernardo Caldeira |
| 28 | Portogallo (bandiera)   | C     | Samuel Lobato     |
| 35 | Capo Verde (bandiera)   | A     | Tiago Lopes       |
| 40 | Brasile (bandiera)      | C     | Ageu              |
| 42 | Portogallo (bandiera)   | C     | António Montez    |
| 44 | Burkina Faso (bandiera) | D     | Trova Boni        |
| 77 | Portogallo (bandiera)   | D     | Jójó              |
| 84 | Brasile (bandiera)      | A     | Fabrício          |
| 89 | Brasile (bandiera)      | A     | João Marcos       |
| 90 | Capo Verde (bandiera)   | P     | Dylan Silva       |
| 99 | Portogallo (bandiera)   | P     | Álvaro Ramalho    |
|    | Burkina Faso (bandiera) | D     | Trova Boni        |

### Rosa 2022-2023
Aggiornata al 6 gennaio 2023.
| N. |                        | Ruolo | Calciatore         |
| -- | ---------------------- | ----- | ------------------ |
| 1  | Portogallo (bandiera)  | P     | Gonçalo Tabuaço    |
| 4  | Portogallo (bandiera)  | D     | Nuno Tomás         |
| 5  | Brasile (bandiera)     | D     | Henrique           |
| 6  | Portogallo (bandiera)  | C     | Braima Sambú       |
| 7  | Portogallo (bandiera)  | C     | Francisco Teixeira |
| 8  | Sudafrica (bandiera)   | C     | Sphephelo Sithole  |
| 10 | Stati Uniti (bandiera) | A     | Brian Saramago     |
| 11 | Brasile (bandiera)     | A     | Jefferson          |
| 12 | Nigeria (bandiera)     | D     | Kelechi John       |
| 16 | Portogallo (bandiera)  | C     | Rúben Oliveira     |
| 17 | Portogallo (bandiera)  | A     | Diogo Tavares      |
| 19 | Portogallo (bandiera)  | C     | Tomás Castro       |
| 21 | Guinea (bandiera)      | C     | Boubacar Fofana    |

| N. |                         | Ruolo | Calciatore        |
| -- | ----------------------- | ----- | ----------------- |
| 22 | Portogallo (bandiera)   | D     | Martim Coxixo     |
| 24 | Portogallo (bandiera)   | D     | Bernardo Caldeira |
| 28 | Portogallo (bandiera)   | C     | Samuel Lobato     |
| 35 | Capo Verde (bandiera)   | A     | Tiago Lopes       |
| 40 | Brasile (bandiera)      | C     | Ageu              |
| 42 | Portogallo (bandiera)   | C     | António Montez    |
| 44 | Burkina Faso (bandiera) | D     | Trova Boni        |
| 77 | Portogallo (bandiera)   | D     | Jójó              |
| 84 | Brasile (bandiera)      | A     | Fabrício          |
| 89 | Brasile (bandiera)      | A     | João Marcos       |
| 90 | Capo Verde (bandiera)   | P     | Dylan Silva       |
| 99 | Portogallo (bandiera)   | P     | Álvaro Ramalho    |

### Rosa 2021-2022
Aggiornata al 25 febbraio 2022.
| N. |                        | Ruolo | Calciatore         |
| -- | ---------------------- | ----- | ------------------ |
| 1  | Brasile (bandiera)     | P     | Luiz Felipe        |
| 2  | Portogallo (bandiera)  | D     | Diogo Calila       |
| 3  | Paesi Bassi (bandiera) | D     | Luca van der Gaag  |
| 5  | Portogallo (bandiera)  | D     | Nilton Varela      |
| 7  | Portogallo (bandiera)  | A     | Pedro Nuno         |
| 8  | Sudafrica (bandiera)   | C     | Sphephelo Sithole  |
| 10 | Portogallo (bandiera)  | C     | Afonso Sousa       |
| 11 | Serbia (bandiera)      | C     | Andrija Luković    |
| 13 | Portogallo (bandiera)  | D     | Jójó               |
| 14 | Paesi Bassi (bandiera) | D     | Danny Henriques    |
| 15 | Portogallo (bandiera)  | A     | Luís Mota          |
| 16 | Angola (bandiera)      | C     | César Sousa        |
| 17 | Portogallo (bandiera)  | D     | Carraça            |
| 18 | Senegal (bandiera)     | A     | Alioune Ndour      |
| 19 | Portogallo (bandiera)  | C     | Francisco Teixeira |
| 20 | Portogallo (bandiera)  | C     | Rafael Santos      |

| N. |                          | Ruolo | Calciatore          |
| -- | ------------------------ | ----- | ------------------- |
| 21 | Sudafrica (bandiera)     | D     | Thibang Phete       |
| 25 | Brasile (bandiera)       | A     | Alisson Safira      |
| 27 | Nigeria (bandiera)       | D     | Chima Akas          |
| 29 | Guinea-Bissau (bandiera) | A     | Abel Camará         |
| 30 | Brasile (bandiera)       | C     | Sandro              |
| 31 | Portogallo (bandiera)    | P     | João Monteiro       |
| 32 | Portogallo (bandiera)    | D     | Yohan Tavares       |
| 33 | Burkina Faso (bandiera)  | C     | Trova Boni          |
| 64 | Portogallo (bandiera)    | A     | Rafael Camacho      |
| 77 | Senegal (bandiera)       | A     | Yves Baraye         |
| 88 | Portogallo (bandiera)    | A     | Licá                |
| 99 | Portogallo (bandiera)    | P     | Álvaro Ramalho      |
|    | Portogallo (bandiera)    | C     | Tomás Castro        |
|    | Portogallo (bandiera)    | C     | Braima Sambú        |
|    | Paesi Bassi (bandiera)   | C     | Jordan van der Gaag |

### Rosa 2020-2021
Aggiornata all'11 marzo 2021.
| N. |                        | Ruolo | Calciatore          |
| -- | ---------------------- | ----- | ------------------- |
| 1  | Portogallo (bandiera)  | P     | André Moreira       |
| 2  | Portogallo (bandiera)  | D     | Diogo Calila        |
| 4  | Portogallo (bandiera)  | D     | Tomás Ribeiro       |
| 5  | Portogallo (bandiera)  | D     | Rúben Lima          |
| 6  | Brasile (bandiera)     | C     | Bruno Ramires       |
| 9  | Colombia (bandiera)    | A     | Mateo Cassierra     |
| 8  | Sudafrica (bandiera)   | C     | Sphephelo Sithole   |
| 10 | Portogallo (bandiera)  | A     | Silvestre Varela    |
| 11 | Portogallo (bandiera)  | A     | Miguel Cardoso      |
| 13 | Portogallo (bandiera)  | C     | Tiago Esgaio        |
| 14 | Paesi Bassi (bandiera) | D     | Danny Henriques     |
| 15 | Portogallo (bandiera)  | A     | Luís Mota           |
| 16 | Portogallo (bandiera)  | D     | Samir Banjai        |
| 18 | Paesi Bassi (bandiera) | C     | Jordan van der Gaag |
| 19 | Portogallo (bandiera)  | C     | Francisco Teixeira  |

| N. |                       | Ruolo | Calciatore         |
| -- | --------------------- | ----- | ------------------ |
| 20 | Portogallo (bandiera) | C     | Afonso Taira       |
| 21 | Sudafrica (bandiera)  | C     | Thibang Phete      |
| 23 | Russia (bandiera)     | P     | Stanislav Kricjuk  |
| 24 | Portogallo (bandiera) | P     | Guilherme Oliveira |
| 25 | Portogallo (bandiera) | D     | Nilton Varela      |
| 26 | Brasile (bandiera)    | D     | Henrique           |
| 27 | Nigeria (bandiera)    | D     | Chima Akas         |
| 28 | Portogallo (bandiera) | C     | Afonso Sousa       |
| 37 | Portogallo (bandiera) | D     | Gonçalo Silva      |
| 38 | Portogallo (bandiera) | A     | Gonçalo Agrelos    |
| 44 | Brasile (bandiera)    | D     | Eduardo Kau        |
| 45 | Brasile (bandiera)    | A     | Dieguinho          |
| 50 | Mali (bandiera)       | A     | Alhassane Keita    |
| 82 | Portogallo (bandiera) | P     | João Monteiro      |